# The Suburbans
 (mai 2022).
Si vous disposez d'ouvrages ou d'articles de référence ou si vous connaissez des sites web de qualité traitant du thème abordé ici, merci de compléter l'article en donnant les références utiles à sa vérifiabilité et en les liant à la section « Notes et références ».
Pour plus de détails, voir Fiche technique et Distribution.
The Surburbans est un film américain réalisé par Donal Lardner Ward et sorti en 1999.

## Synopsis
Un groupe de rock des années 80 se reforme pour le mariage de l'un des membres. C'est au cours de cette journée qu'ils seront remarqués par une jeune fille travaillant dans une maison de disques.

## Fiche technique
- Scénario : Donal Lardner Ward, Tony Guma
- Producteurs : J. J. Abrams, Michael Burns, Leanna Creel, Brad Krevoy
- Musique : Robbie Konder
- Distribution : TriStar Pictures
- Pays :  États-Unis
- Durée : 81 minutes
- Genre : Comédie dramatique
- Dates de sortie en salles : 
  - 29 octobre 1999 (États-Unis)
  - 19 janvier 2000 (Belgique)

## Distribution
- Donal Lardner Ward : Danny
- Jennifer Love Hewitt : Cate
- Amy Brenneman : Grace
- Craig Bierko : Mitch
- Will Ferrell : Gil
- Tony Guma : Rory
- Bridgette Wilson : Lara
- Perrey Reeves : Amanda
- Ben Stiller (VF : Patrick Mancini) : Jay Rose
- Jerry Stiller : Speedo Silverberg
- Dick Clark : lui-même
- Kurt Loder : lui-même